# Asdingos

Los asdingos fueron un pueblo germánico, más concretamente una ramificación de los vándalos que se establecieron alrededor del siglo II en el área actual de Hungría, Rumania, Eslovaquia y Polonia. Los vándalos asdingos fueron desplazados por los hunos de las llanuras de Hungría y, tras intentar cruzar el Danubio, bien defendido por Estilicón, a la sazón general de Flavio Honorio emperador de Occidente, se dirigieron hacia el Rin arrastrando a los vándalos silingos. A finales del siglo III se unen a los silingos y en 406 cruzan el Rin por Maguncia y asolaron la Galia, indefensa porque Estilicón retiró su ejército para defender la península itálica de los visigodos de Alarico I, e invaden la península ibérica en el 409. Después de firmar un foedus con los romanos, reciben tierras en la Gallaecia, el norte de Portugal y la actual región española de Galicia.
En 419 Gunderico, el rey de los asdingos, tras haber sido derrotado por los suevos y los romanos en la batalla de los montes Nervasos, se marcha con su ejército a la Bética, donde se convierte en rey de ambas ramas de los vándalos (silingos) y los alanos, mientras que su reino en la Gallecia se incorpora al reino suevo de Hermerico. Hidacio de Chaves no dice en su crónica cuál fue el destino de la población del reino asdingo, si consiguió huir a la Bética o, como era costumbre en la época, fue reducida a la esclavitud. Más tarde, el reino unido de los vándalos y alanos se trasladó al norte de África al mando de Genserico. 